# Burg Gaisburg
Die Burg Gaisburg ist eine abgegangene Befestigungsanlage im Stuttgarter Stadtteil Gaisburg. Über die Geschichte der Burganlage ist so gut wie nichts mehr bekannt. Oberirdisch sind keine Überreste vorhanden. Die Burg ist nicht zu verwechseln mit dem Schloss Gaisburg.

## Lage
Die Burg lag wahrscheinlich auf dem Bergsporn zwischen der Alfdorfer und der Hornberger Straße oberhalb des Neckar, etwa an der Stelle auf der 1913 erbauten evangelischen Gaisburger Kirche.

## Geschichte
Im Hirsauer Codex (um 1100) wurde die Siedlung Gaisburg als Geiseburg erstmals erwähnt. Der Ortsname bedeutet Burgsiedlung auf dem Ziegenberg. Die Burg wurde um 1140 genannt. In der ersten Hälfte des 13. Jahrhunderts ist die Befestigung wohl abgegangen. Ein Adelsgeschlecht kann der Anlage nicht eindeutig zugeordnet werden. 